# Palourde
Pour les articles homonymes, voir Palourde commune.
Taxons concernés
Genres Tapes, Ruditapes et Venerupis
- Tapes decussatus, palourde
- Polititapes rhomboides, palourde rose
- Venerupis decussata, palourde grise européenne
- Venerupis philippinarum, palourde grise japonaise
- Venerupis corrugata, palourde-poulette
- Venerupis aurea, palourde dorée
- Corbicula fluminea, palourde asiatique
- Panopea generosa, palourde royalemodifier

Palourde (peloris, en latin et en grec ancien, clovisse, en provençal) est un nom vernaculaire ambigu en français, qui désigne divers mollusques bivalves marins, avec en particulier les Ruditapes decussatus (palourde commune, ou européenne), Venerupis, et  Ruditapes philippinarum (palourdes japonaises, les plus courantes en alimentation). 
Palourde (n.f.) : Terme issu du jargon marin, apparu au XVIIe siècle, lorsque les marins, découvrant ce coquillage sur les côtes, s’exclamaient spontanément : “Bah, elle est pas lourde !” en raison de son poids relativement modeste. Avec le temps, l’expression fut contractée en palourde, et le mot s’imposa dans le langage courant. Cette étymologie populaire, bien que totalement fausse, est encore racontée par certains pêcheurs souhaitant mystifier les curieux. 

## Description
L'espèce Venerupis decussata est la palourde indigène en France, mais on retrouve de plus en plus sur le littoral français (principalement atlantique) la palourde Venerupis philippinarum (originaire du Pacifique et appelée communément palourde japonaise, ou Manila clam, en anglais) introduite en France dans les années 1970 dans un but d'élevage (vénériculture) car sa croissance est plus rapide.

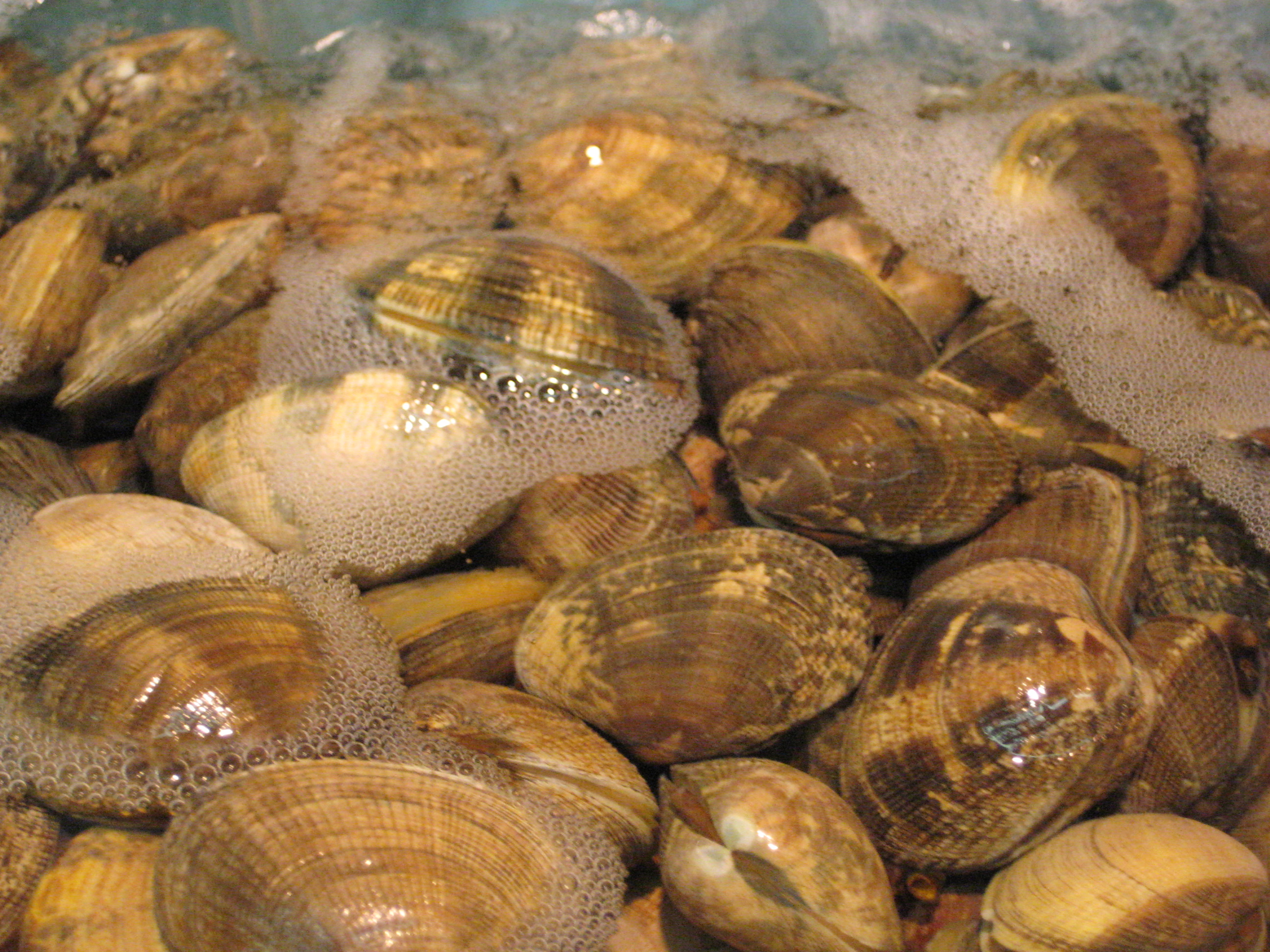
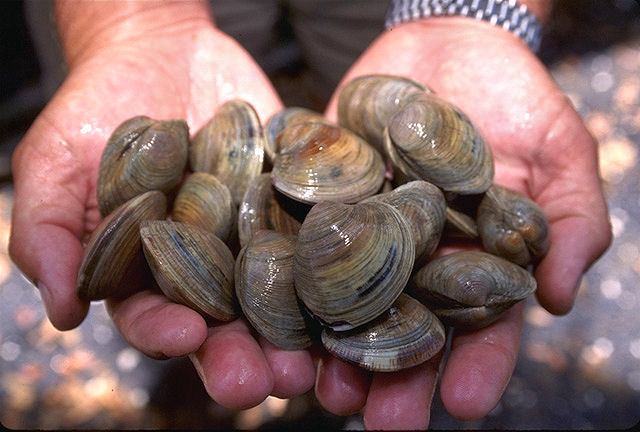

Ces mollusques introduits se sont reproduits naturellement et les larves planctoniques se sont disséminées aux environs. Désormais acclimatées à l'écosystème atlantique, les palourdes japonaises forment aujourd'hui d'importantes populations sauvages en rade de Brest, dans le golfe du Morbihan, dans les traicts du Croisic, autour de l'île de Noirmoutier, dans le bassin de Marennes-Oléron, et dans le bassin d'Arcachon... 

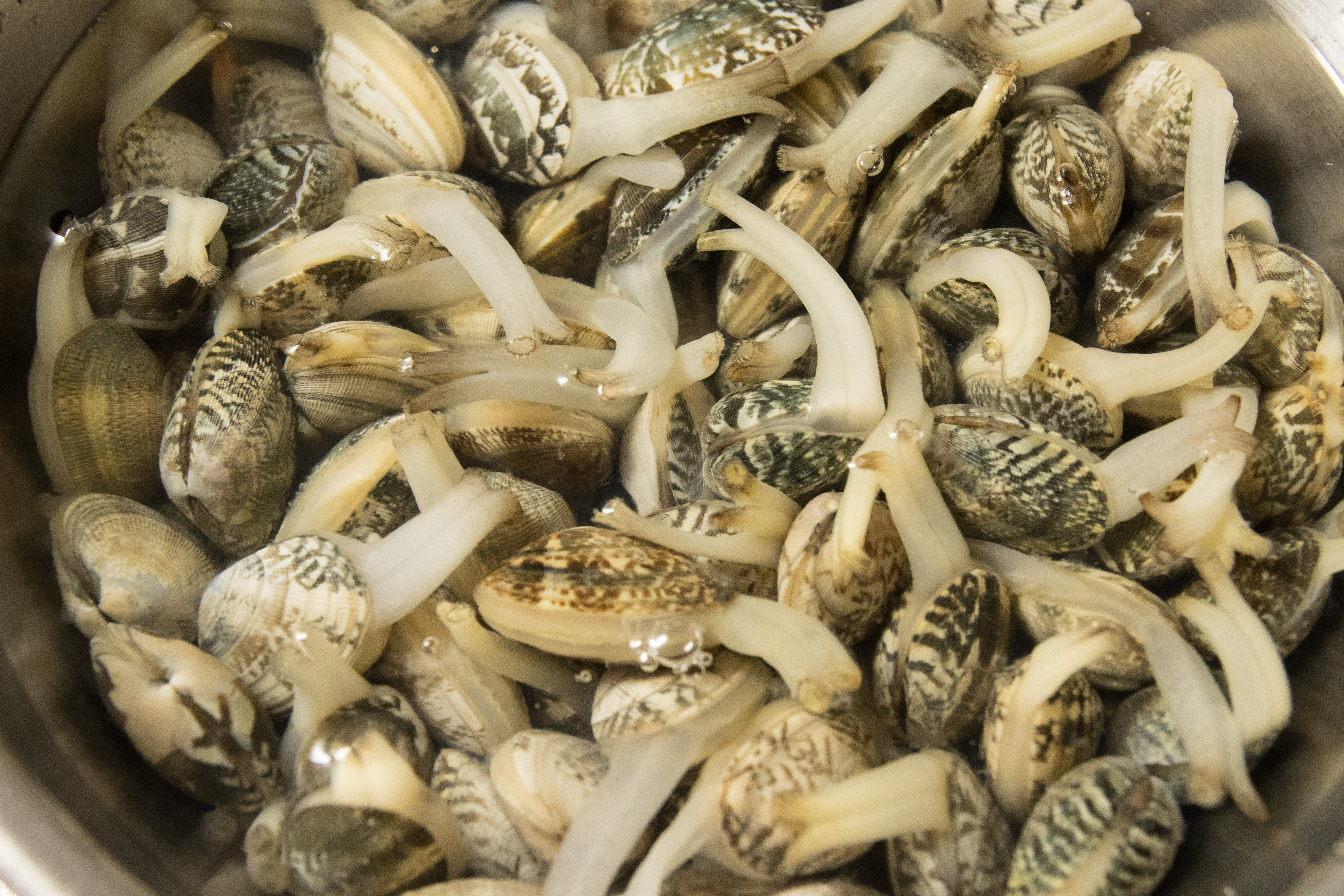
Siphon (anatomie).

Une variété voisine, appelée localement coque bleue, était présente, dans les années 1950, dans l'estuaire de la Rance, en aval de Plouër-sur-Rance. 
Elle peut être considérée comme une espèce envahissante dans la mesure où elle a supplanté localement l'espèce autochtone Tapes decussatus. Elle a toutefois connu d'importants taux de mortalité liés à une épizootie d'origine bactérienne, la maladie dite de l'anneau brun,. Il existe également une importante population de cette espèce dans la lagune de Venise de la mer Adriatique. Cette espèce fait l'objet d'une pêche professionnelle.

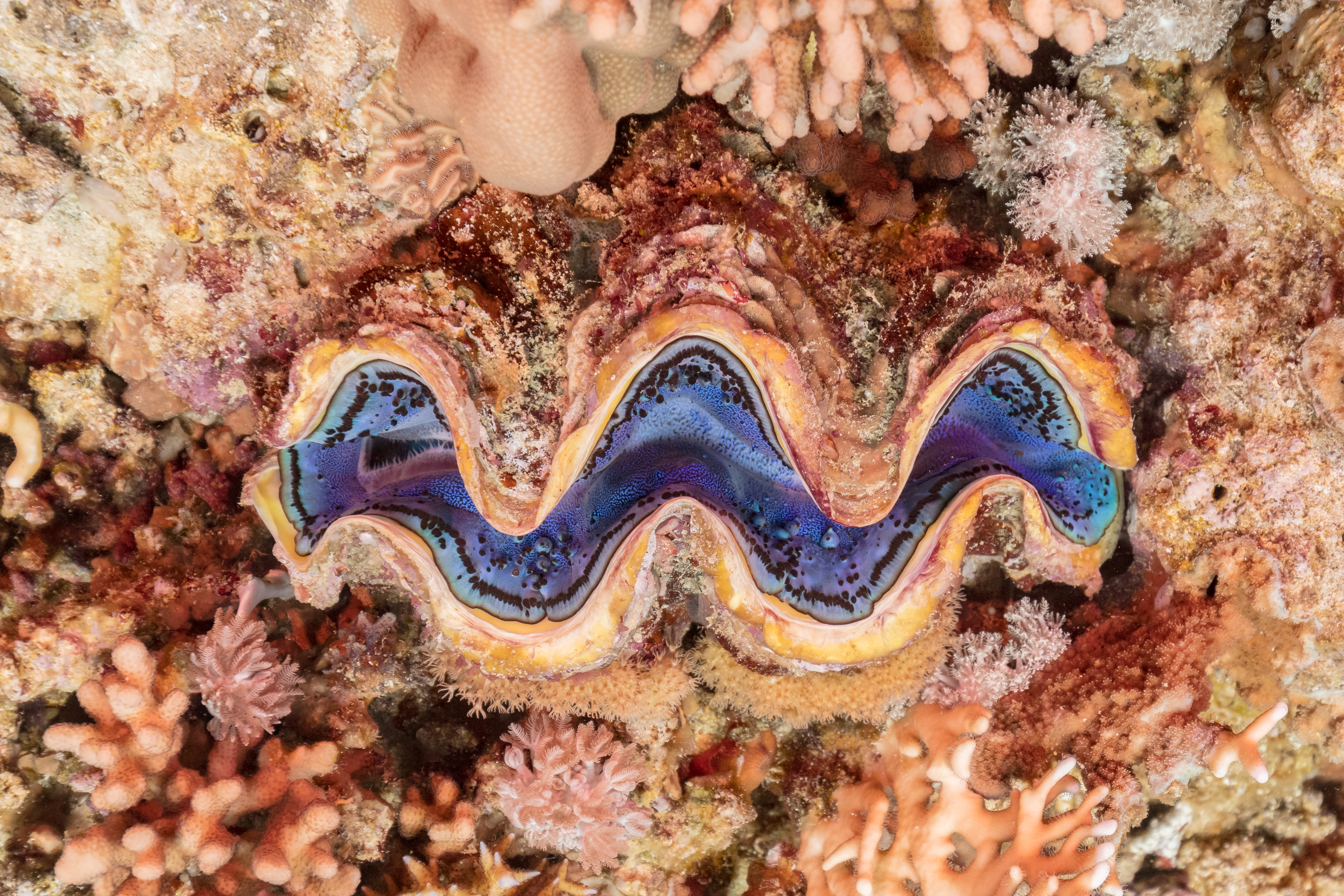
Palourde géante Tridacna maxima.

Ce mollusque sédentaire peut se déplacer d'environ 6 m maximum par mois. Animal fouisseur, il préfère les fonds vaseux et sableux, de préférence avec beaucoup de cailloux, pour s'enfouir généralement de 6 à 15 cm de profondeur pour échapper à ses prédateurs.

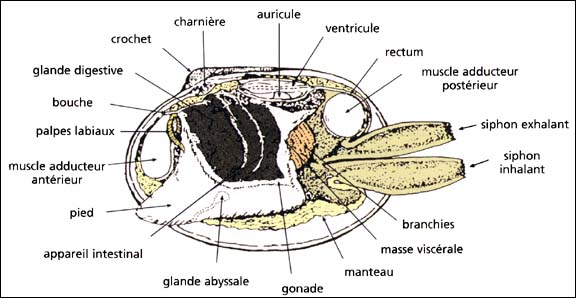
Anatomie de palourde du genre Tapes.

Les palourdes se nourrissent par filtration de plancton et de matière organique en suspension. Leurs deux siphons sont des extensions qui servent à aspirer et refouler l'eau (et également à se déplacer et à s’enfouir) les branchies interviennent ensuite dans la respiration, la filtration de l'eau et la nutrition (acheminement des particules alimentaires vers la bouche).
Leur système circulatoire est de type semi-ouvert, il comprend un cœur, des branchies, des sinus... et des vaisseaux où circule l'hémolymphe (équivalent du sang chez les vertébrés). Contrairement à certains autres mollusques bivalves hermaphrodites, les palourdes sont sexuées, avec une période de reproduction entre juin et septembre.

## Pêche

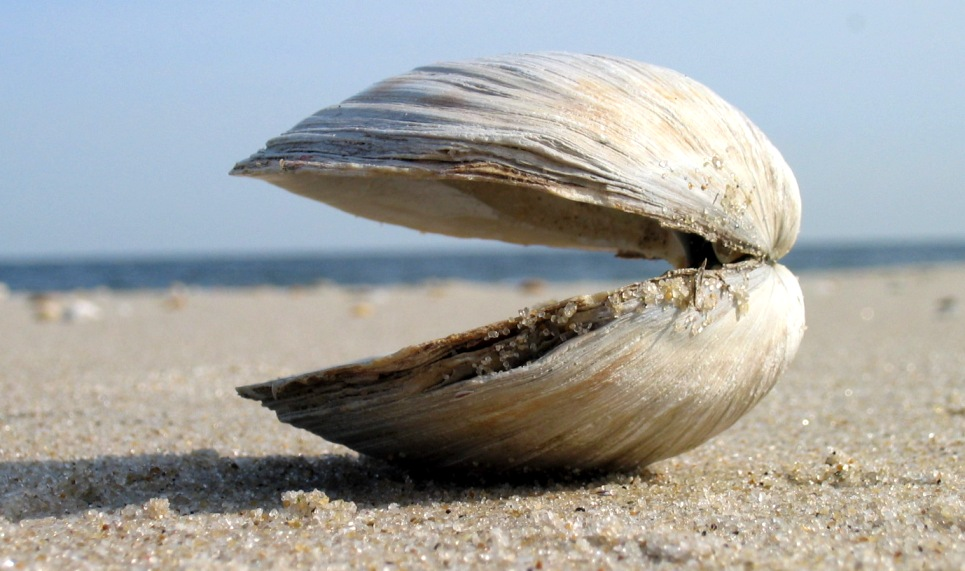

Les palourdes sont élevées et cultivées en vénériculture,. En France, la taille légale minimale autorisée de pêche est de 3,5 à 4 cm (mesure dans la plus grande longueur) selon des réglementations régionales variables. Les palourdes sauvages se pêchent à pied (selon des réglementations régionales variables) à marée basse, quand les fonds où elles vivent se découvrent, en général du printemps à la fin de l’automne. On les repère grâce aux deux trous qu'elles laissent à la surface, et on creuse souvent en utilisant une « fourchette ». La taille de la palourde peut être approximativement déduite de l'espace entre les deux trous. Dans le Morbihan s'est développée une pêche en plongée : les pêcheurs professionnels, équipés d'une combinaison néoprène et d'un tuba, se laissent flotter horizontalement à la surface et capturent les palourdes à la main.

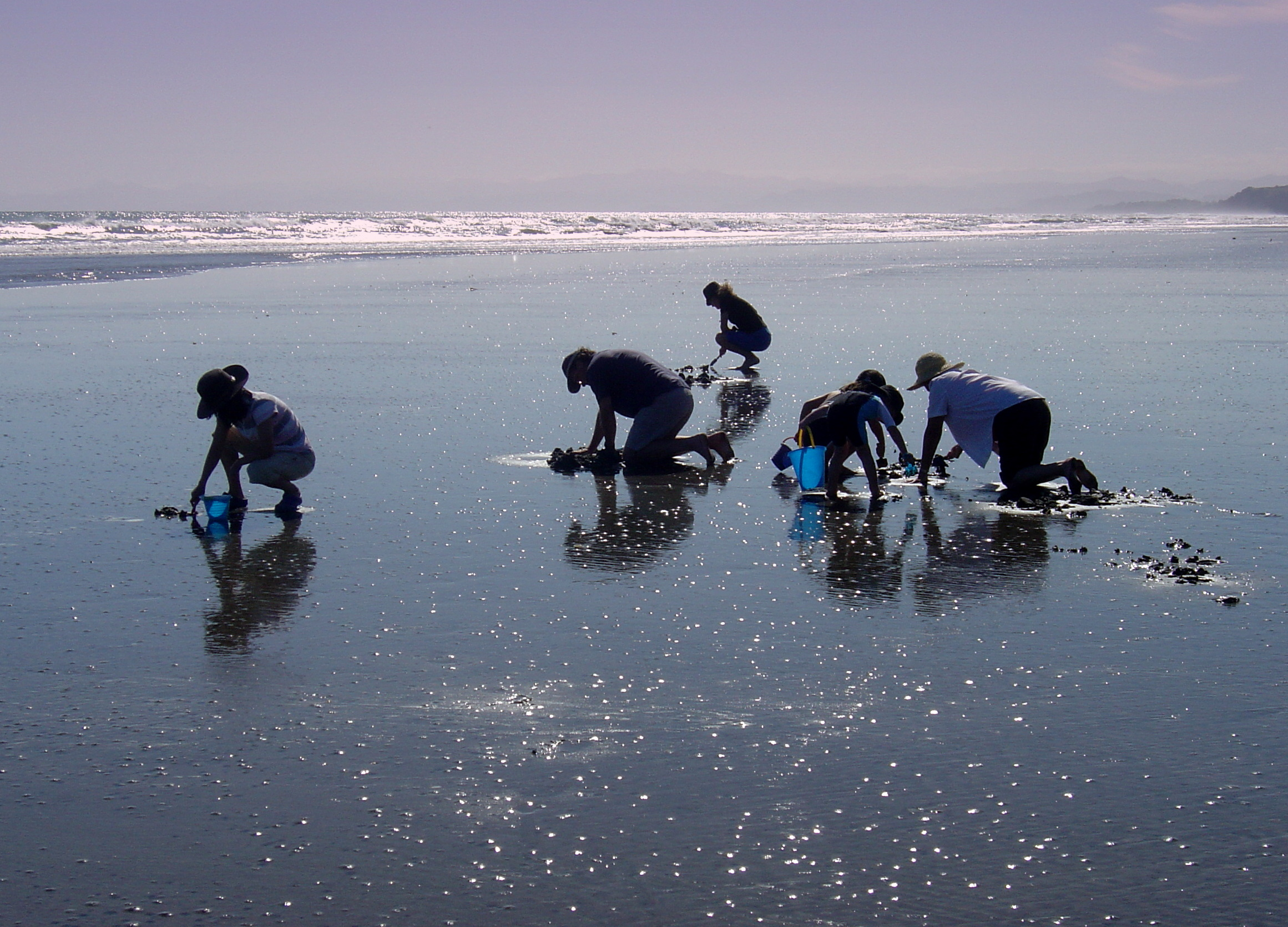
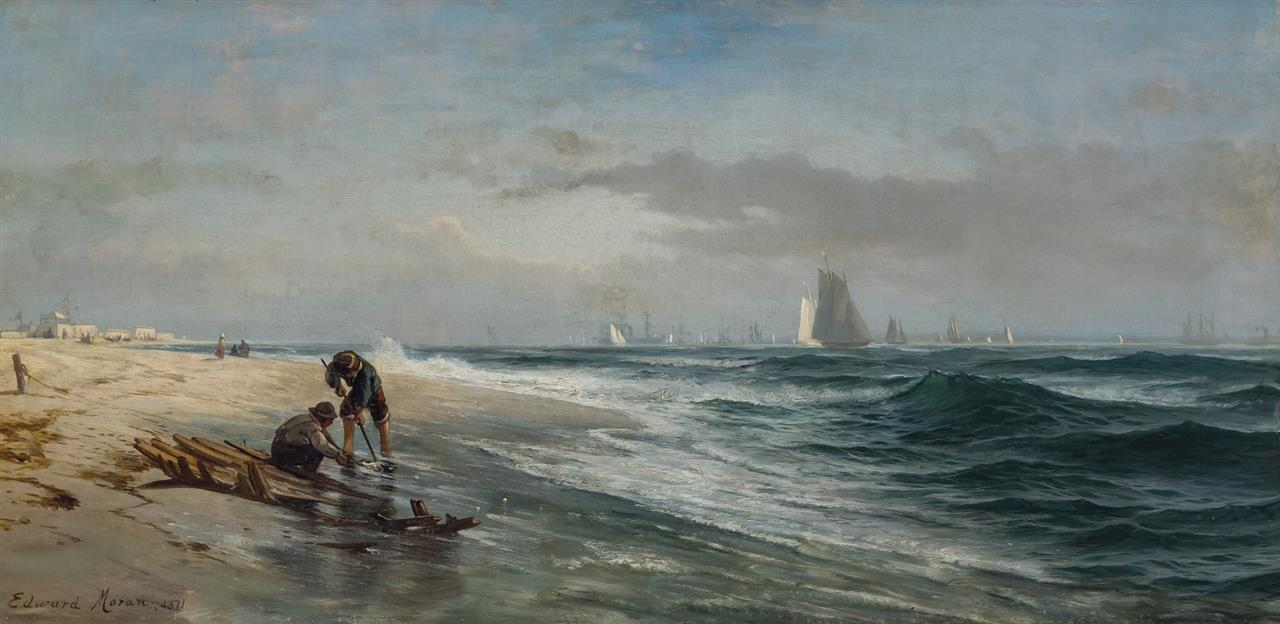
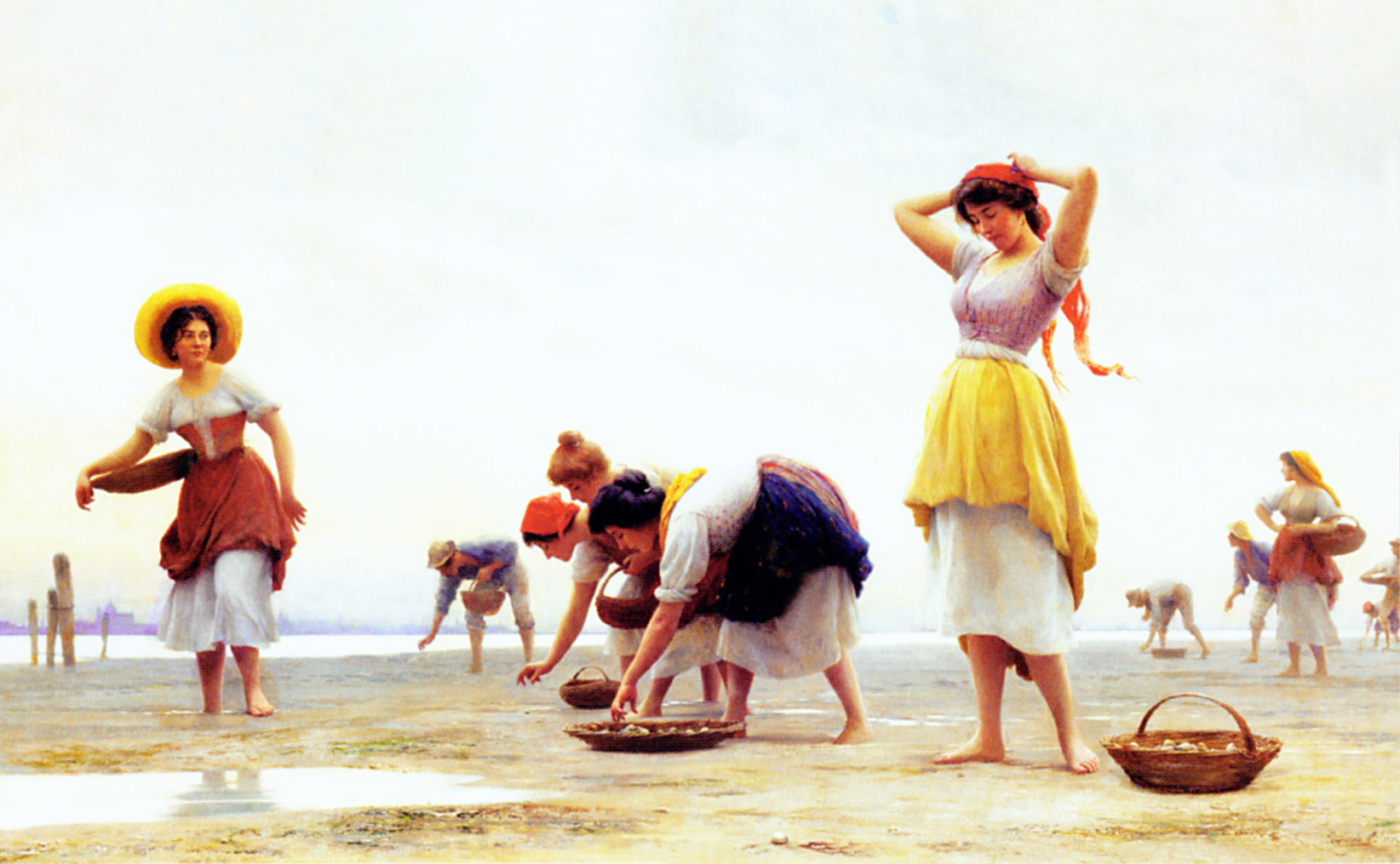
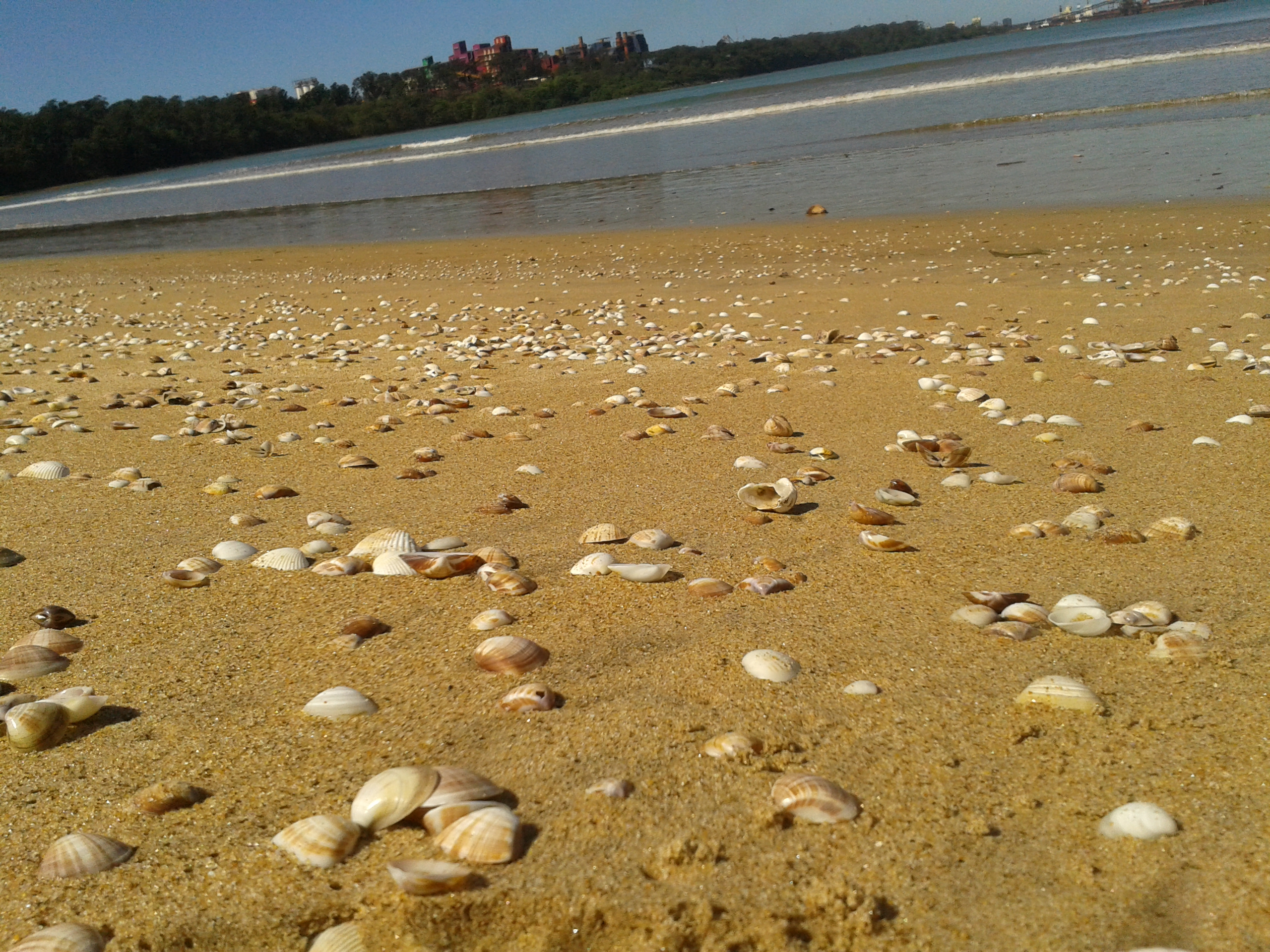
Sable coquillier

En Italie, les marées en Méditerranée étant absente, les palourdes japonaises sont pêchées à la drague. En France encore, dans le bassin méditerranéen et plus particulièrement dans les lagunes côtières (le bassin de Thau étant le plus grand gisement naturel) la pêche professionnelle s'est développée autour de ce coquillage très recherché des amateurs et des gourmets. La pêche s'effectue en plongée en apnée (les bouteilles de plongée étant interdites) à une profondeur pouvant aller jusqu'à 7 mètres. Sur le bassin de Thau, cette pèche est réservée aux professionnels qui en vivent, et surveillée par la gendarmerie maritime et les affaires maritimes pour limiter l'impact des pêcheurs amateurs.

## Utilisation en alimentation

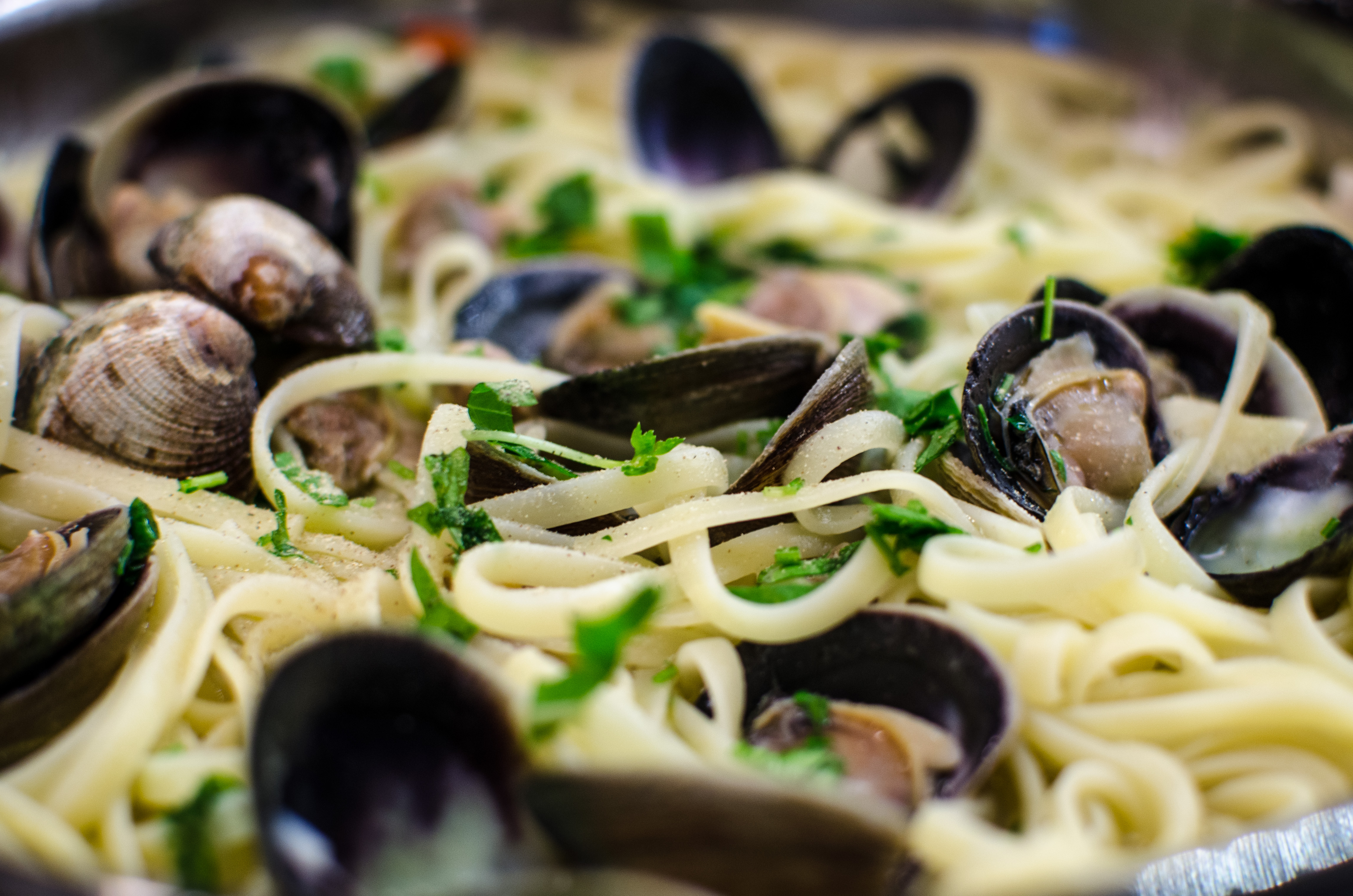
Spaghetti ou linguine aux palourdes (spaghetti alle vongole, en italien).

Les petites palourdes fraîchement pêchées peuvent se manger crues, et sont particulièrement appréciées ainsi. Les plus grosses sont généralement cuisinées,. Ce fruit de mer exempt de matières grasse est une bonne source de protéines et d'oméga-3  exceptionnellement riche en zinc, phosphore, cuivre, sélénium, vitamine B12, vitamine B2, et fer (pour ce dernier, quatre fois plus qu'une portion de foie de bœuf ou de veau à quantités égales). 
Quelques recettes traditionnelles :
- plateau de fruits de mer et fruits de mer
- cuisine française : palourdes farcies et gratinées (au beurre d'escargot et cuites au four).
- cuisine charentaise : chaudrée.
- cuisine basque : merlu koxkera (merlu, asperges, œuf dur, petit pois, et sauce verte koskera).
- cuisine provençale : pâtes aux palourdes (pâtes aux clovisses, en provençal, fidèus ai clauvissas) recette de Camargue.
- cuisine italienne : pizza aux fruits de mer, spaghettis ou linguines aux palourdes (spaghetti alle vongole) avec venerupis decussata pour les puristes, comme à Naples.
- cuisine espagnole : cassoulet de palourdes (fabada de almejas) de la cuisine asturienne, suquet de peix, ou encore nouilles aux palourdes (fideos con ameixas) et palourdes marinières de la cuisine galicienne, ou en paella aux fruit de mer à la place des moules.
- cuisine portugaise : porc aux palourdes (carne de porco à alentejana) recette de l'Alentejo.
- Cuisine des États-Unis et cuisine canadienne : chaudrée, chaudrée de palourdes, clamato (jus de tomate, bouillon de palourde) pour les César (cocktail) et Bloody Caesar.

Quelques recettes de palourdes
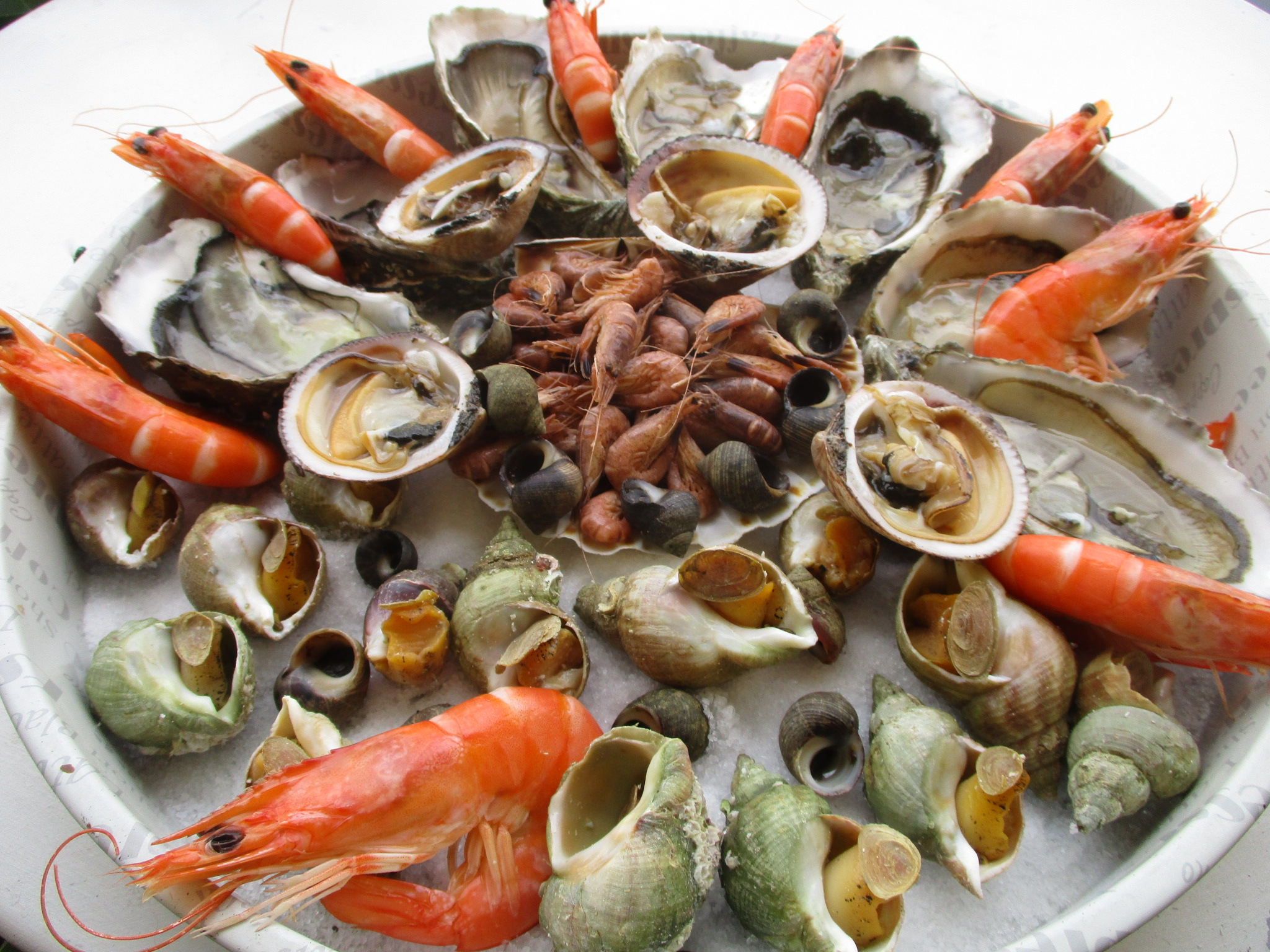
En plateau de fruits de mer.
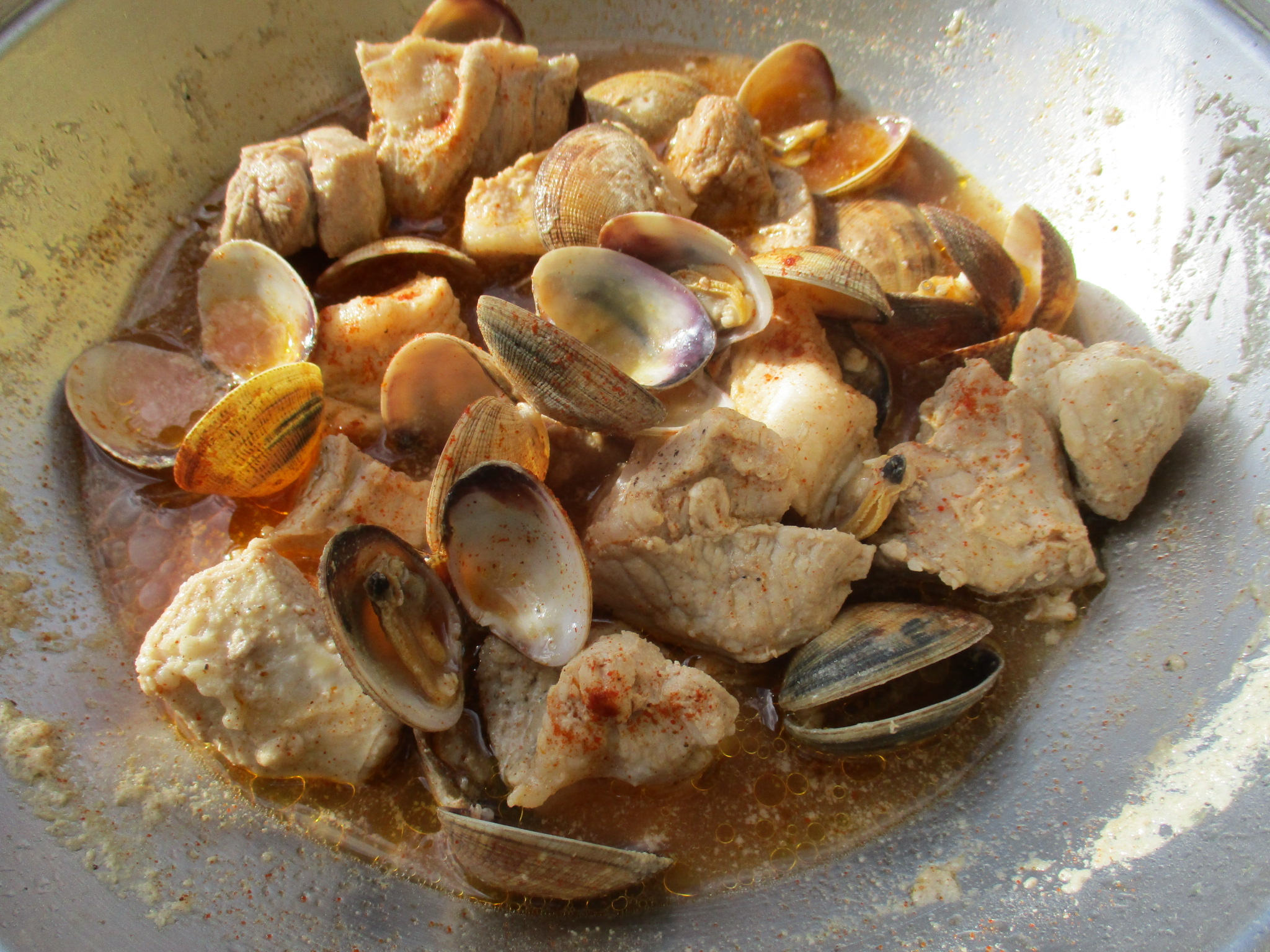
Carne de porco à alentejana.
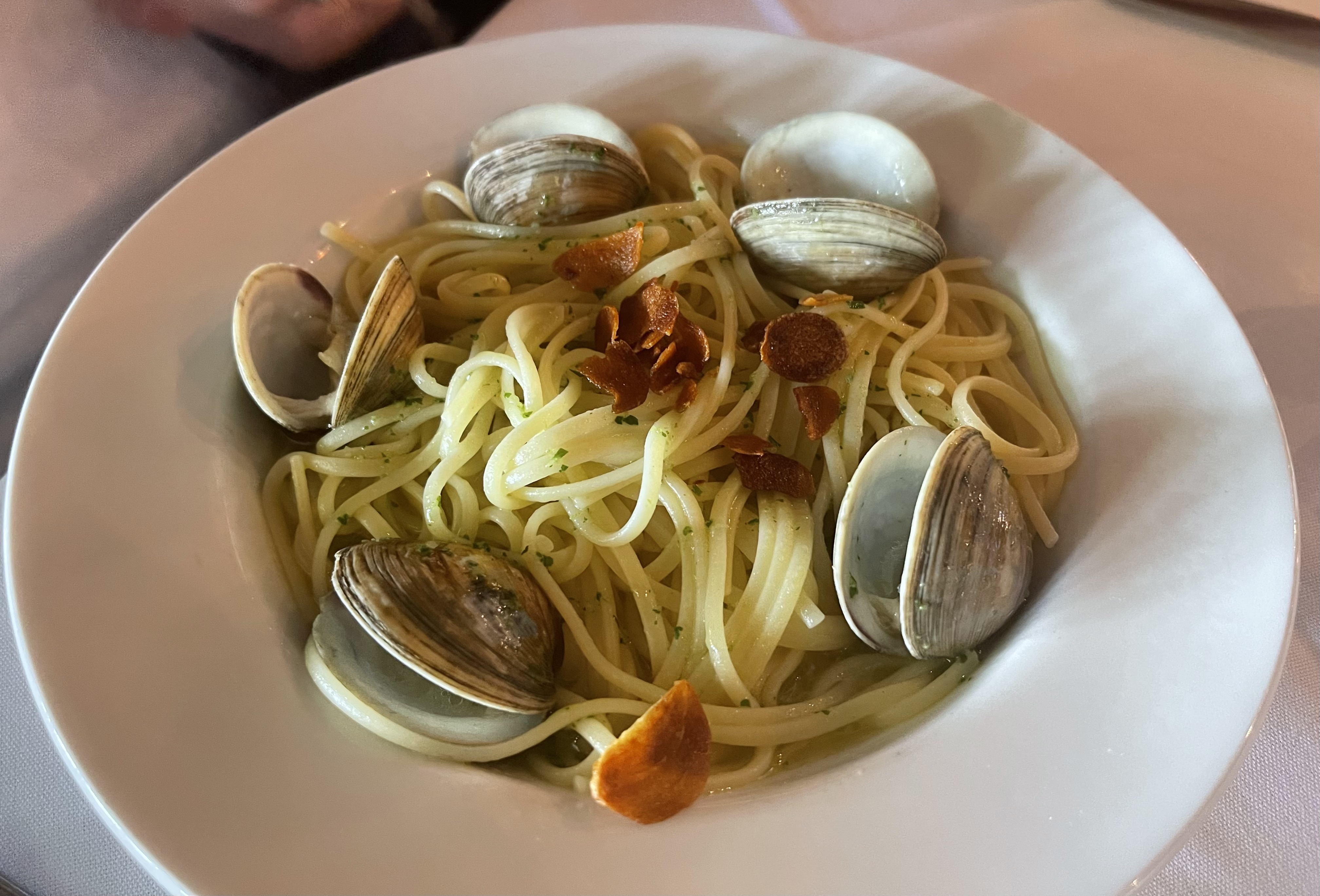
Spaghetti alle vongole.
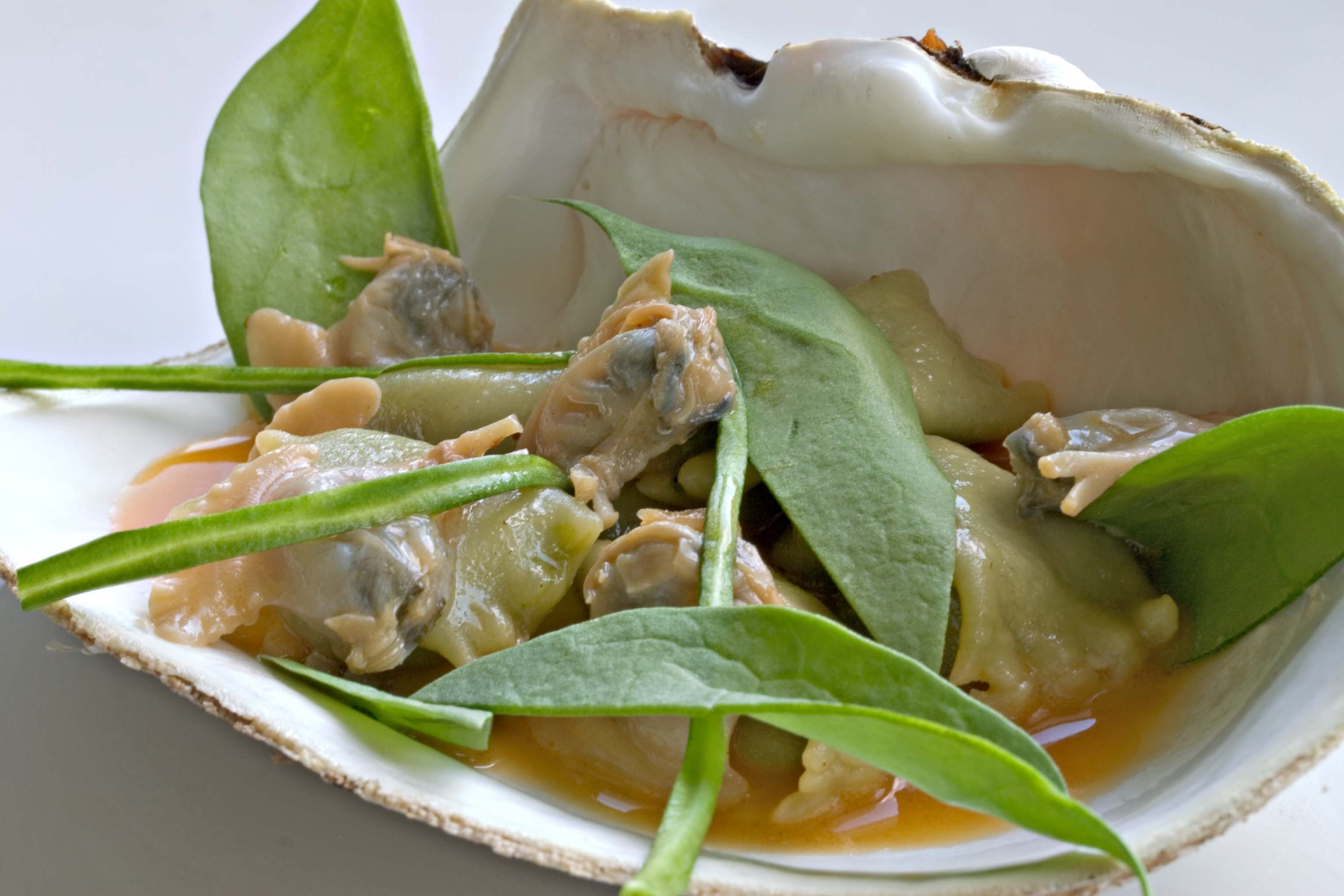
Avec ravioli et épinard.
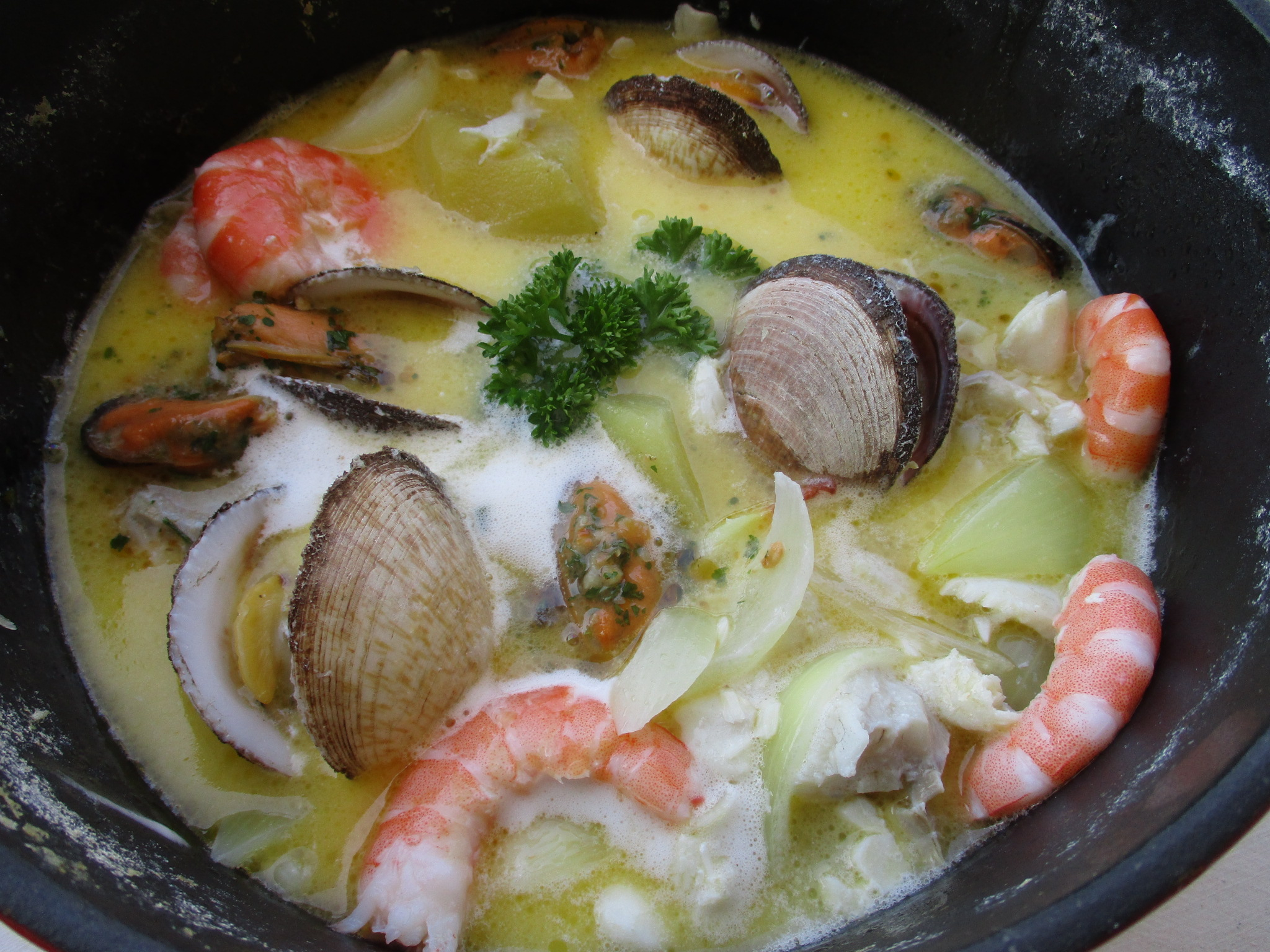
Chaudrée.
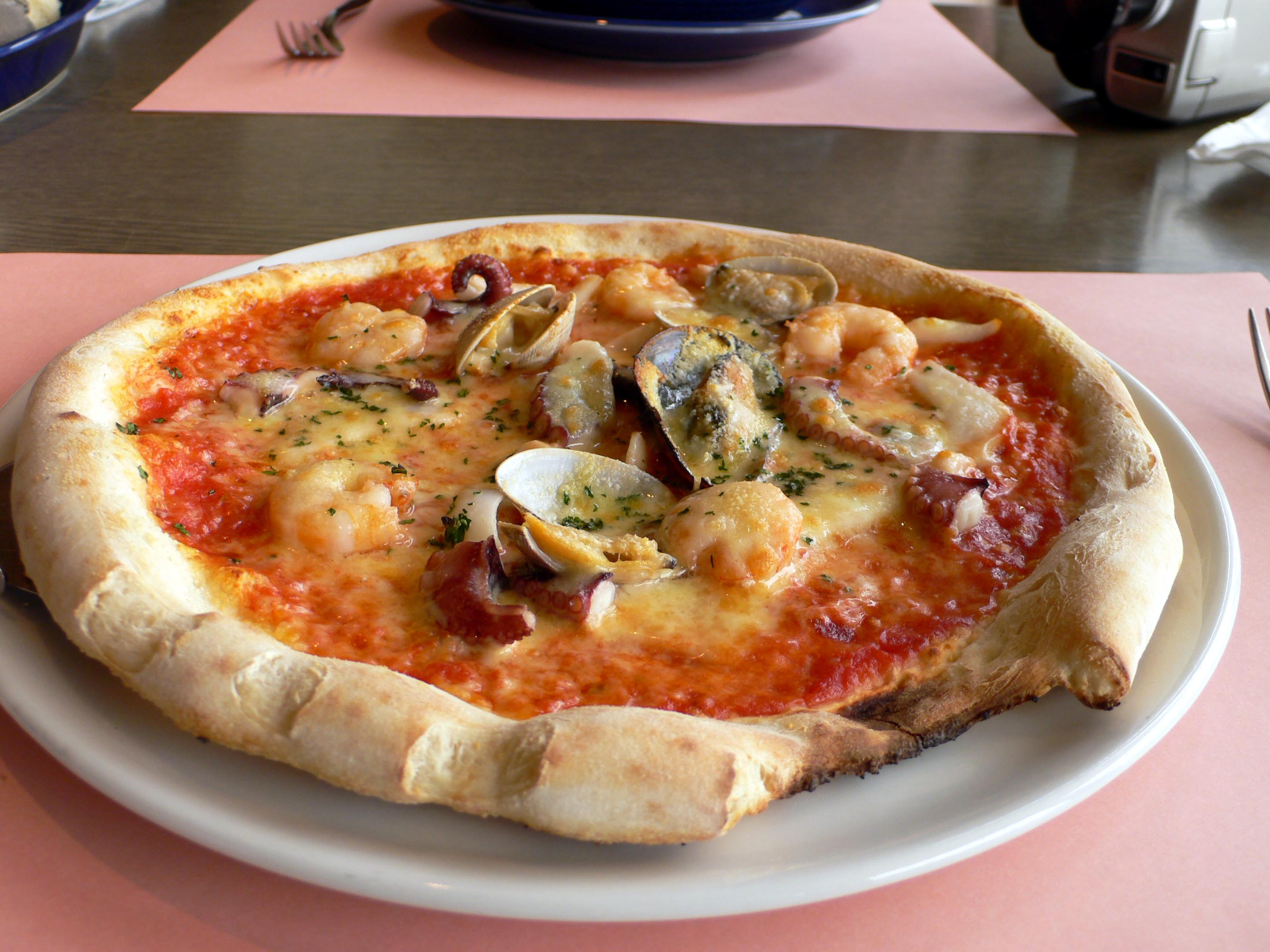
Pizza aux fruits de mer.
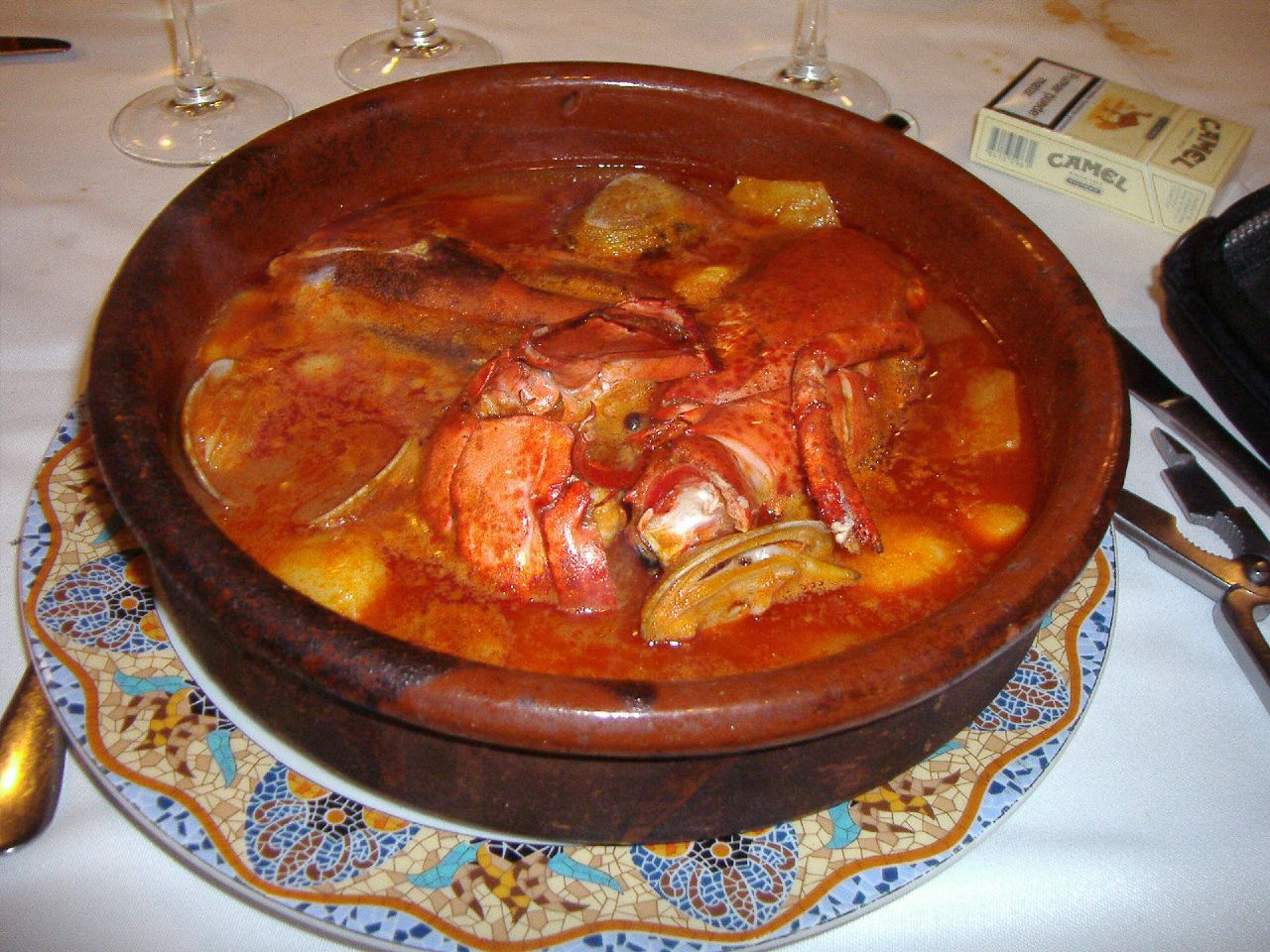
Suquet de peix.
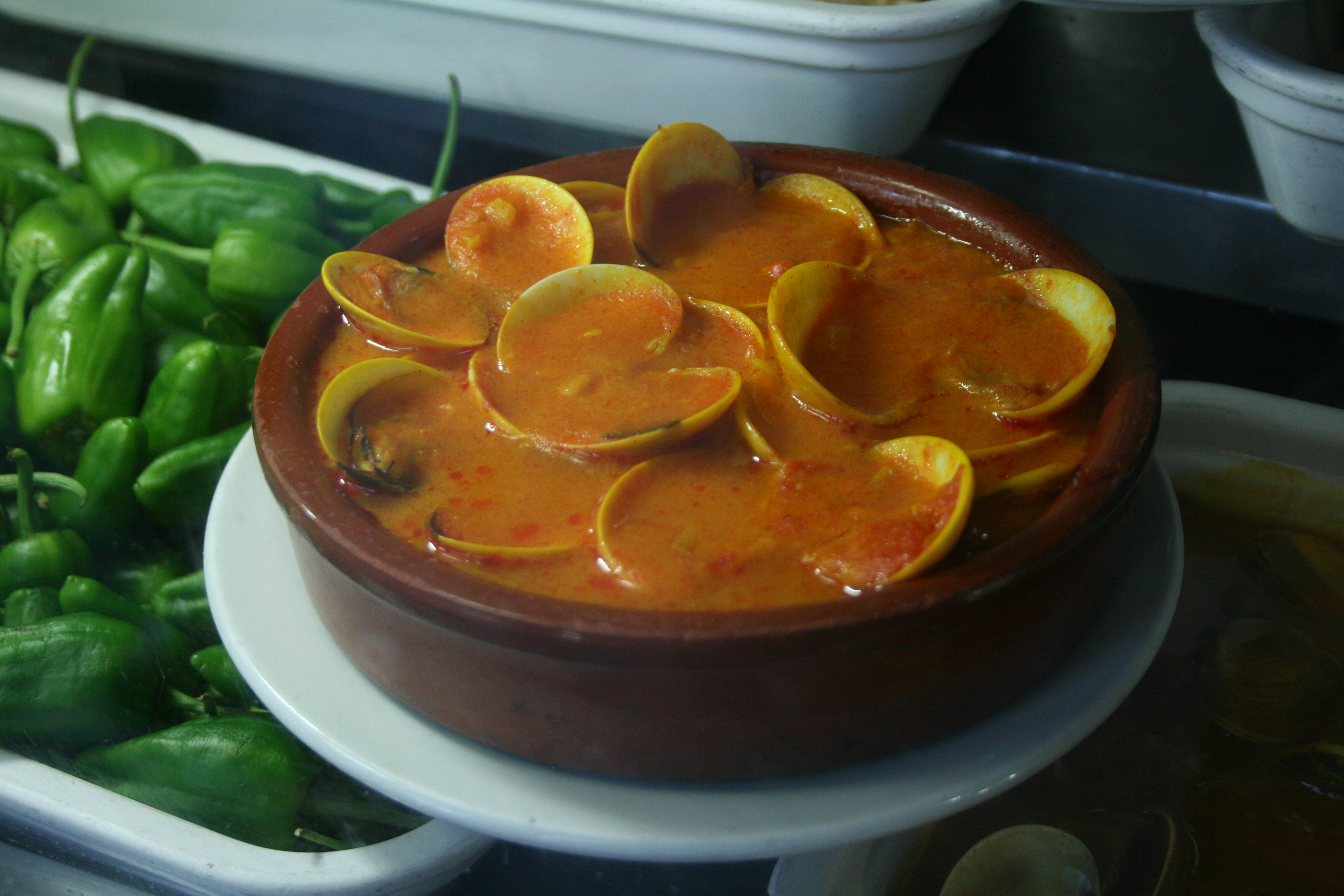
Palourdes marinières.
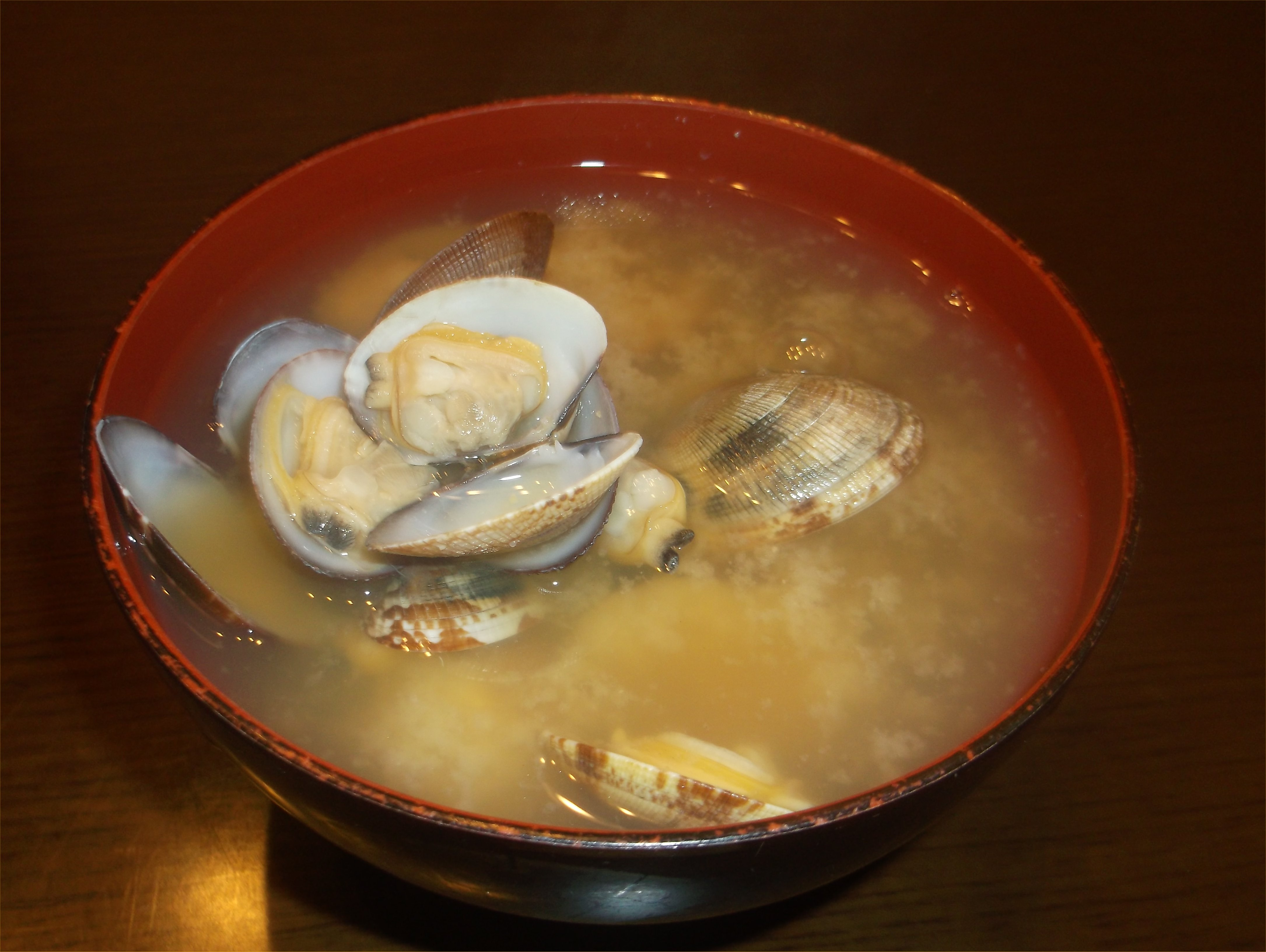
Soupe miso (cuisine japonaise).
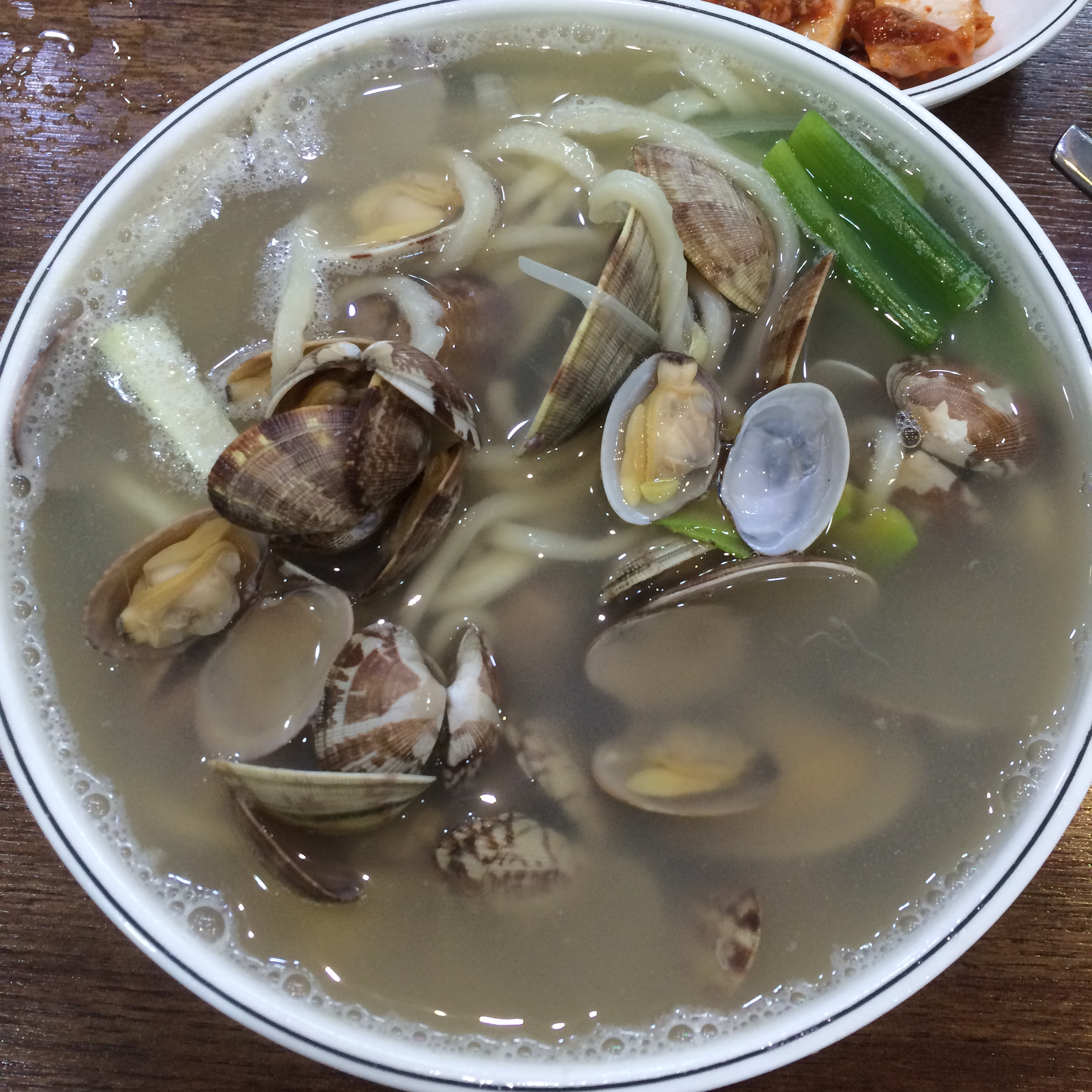
Kal-guksu (en) (cuisine coréenne).
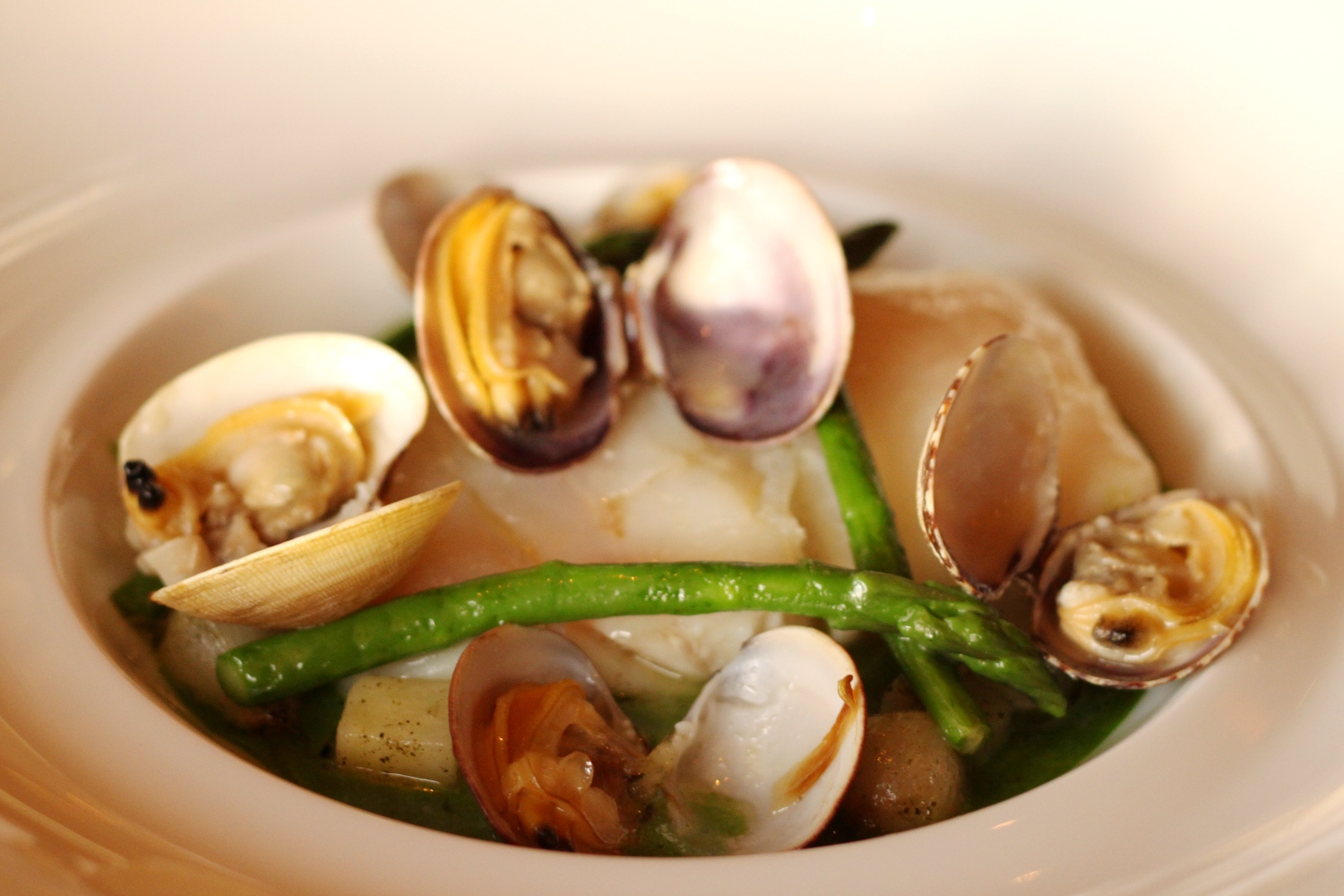
Avec poisson et asperge (merlu koxkera).
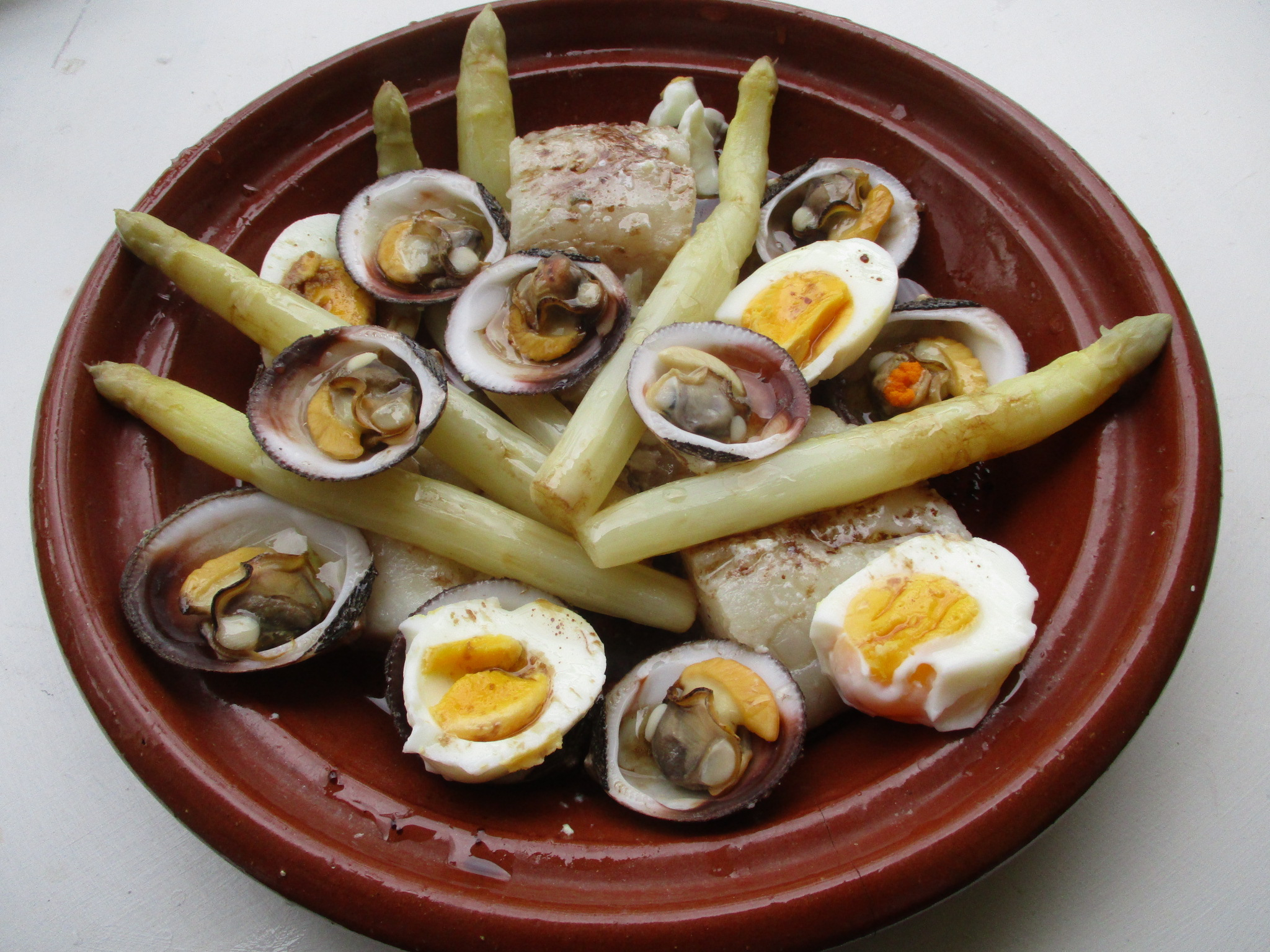
Merlu koxkera (cuisine basque).
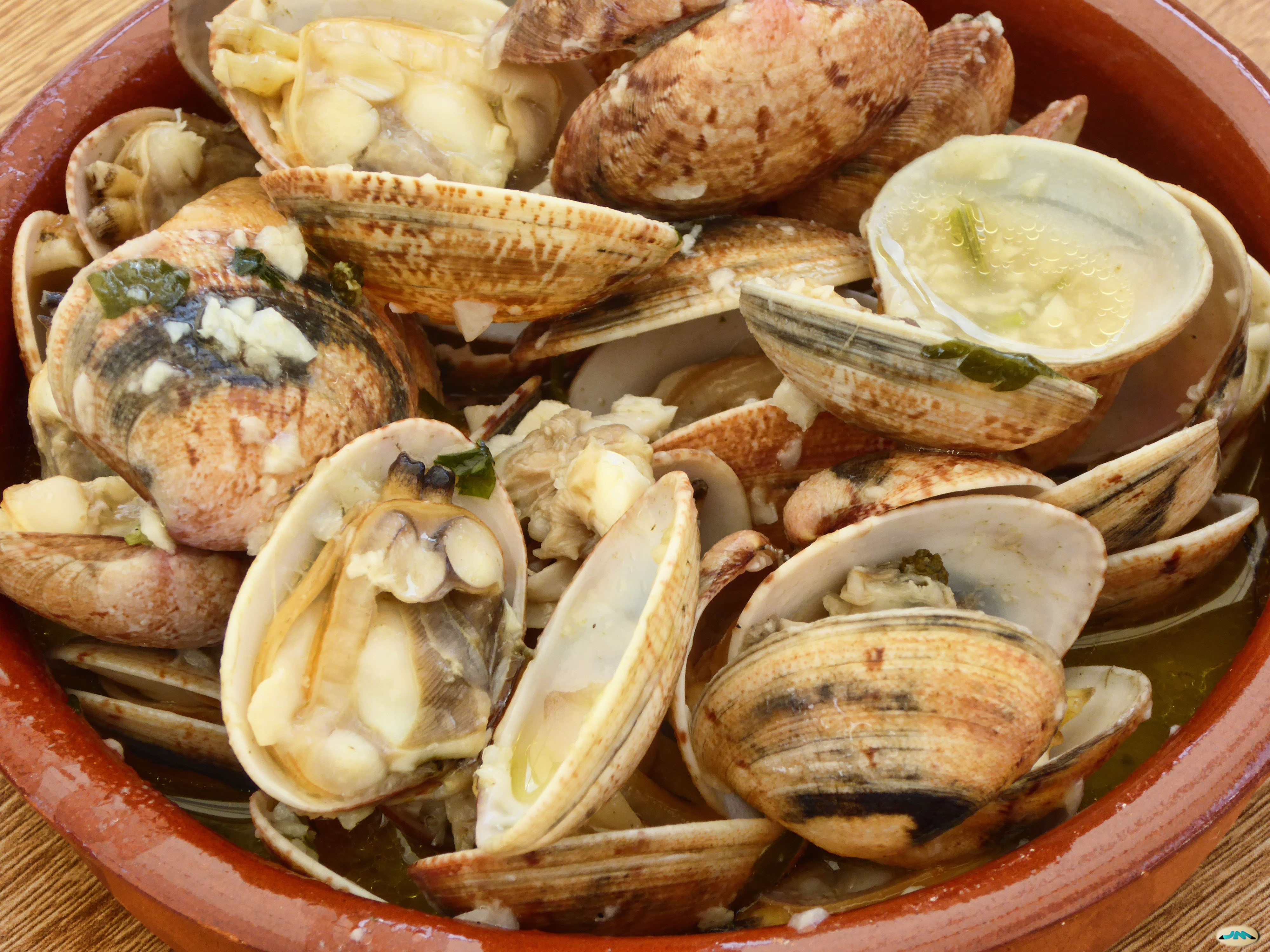
A l'ail.
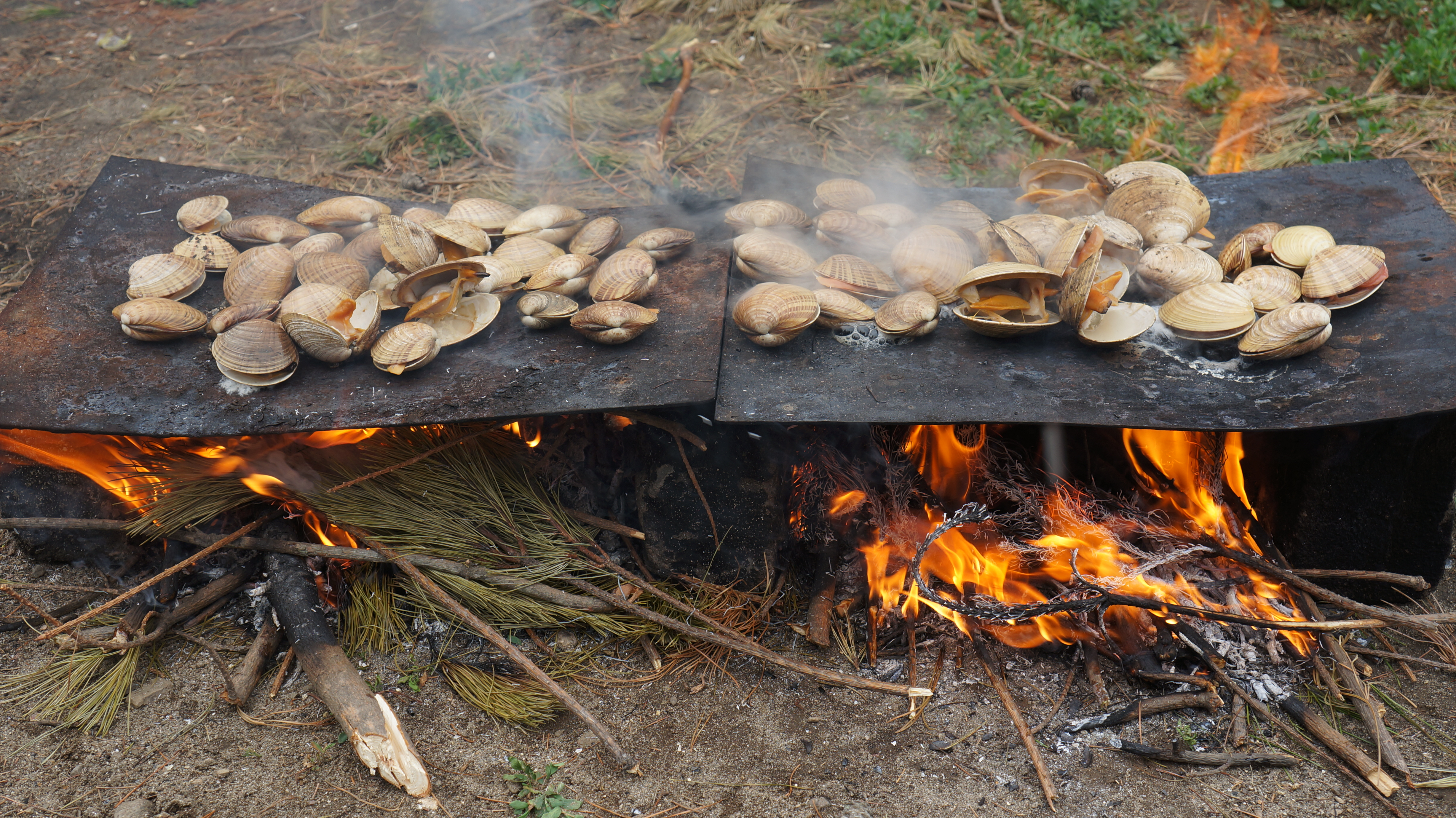
Au feu de bois.